# José María Angresola
José María Angresola Jiménez más conocido como Mossa (El Puig, Valencia, 24 de enero de 1989) es un exfutbolista español. Jugaba de lateral izquierdo o defensa central y su último equipo fue el Real Oviedo, en donde militó durante cinco temporadas. En la actualidad ejerce como segundo entrenador de Luis García en la U. D. Las Palmas.

## Trayectoria
Futbolista se ha formado en el Levante U. D.. De la mano del técnico Luis García Plaza debutó en la última jornada del campeonato de Segunda División de la temporada 2008-09, jugó los 90 minutos ante la U. D. Las Palmas. Siguió en el Levante U. D. hasta 2014, primero alternando con el filial, con un breve paso por el Valencia Mestalla en 2012. 
En 2014, el jugador valenciano firmó con el Nàstic por dos temporadas. Cumplió una tercera hasta 2017, quedando libre para, el 30 de julio de 2017 fichar por el Real Oviedo por 2 temporadas. Tras cinco temporadas en el conjunto asturiano, el futbolista valenciano decidió poner fin a su carrera futbolística, pasando a ser segundo entrenador del técnico navarro José Ángel Ziganda en la Sociedad Deportiva Huesca.
En diciembre de 2024 pasó a formar parte del cuerpo técnico de la Selección de Catar asistiendo a Luis García. Tras cinco partidos fueron cesados. Continuó en el equipo de Luis García, como segundo entrenador de La U. D. Las Palmas de la Segunda División de España.

## Clubes
Actualizado a 30 de mayo de 2022.
| Levante U. D. B · España                                                                      |               |               |     |    |   |     |     |    |
| 2.ª B                                                                                         | 2007-08       | 9             | 0   | —  | — | 9   | 0   |    |
| 3.ª                                                                                           | 2008-09       | 71            | 1   | —  | — | 71  | 1   |    |
| 3.ª                                                                                           | 2009-10       | 71            | 1   | —  | — | 71  | 1   |    |
| 3.ª                                                                                           | 2010-11       | 29            | 4   | —  | — | 29  | 4   |    |
| Total club                                                                                    | Total club    | 109           | 5   | 0  | 0 | 109 | 5   |    |
| Levante U. D. · España                                                                        |               |               |     |    |   |     |     |    |
| 2.ª                                                                                           | 2008-09       | 2             | 0   | —  | — | 2   | 0   |    |
| Total club                                                                                    | Total club    | 2             | 0   | 0  | 0 | 2   | 0   |    |
| Valencia C. F. Mestalla · España                                                              |               |               |     |    |   |     |     |    |
| 2.ª B                                                                                         | 2011-12       | 20            | 0   | —  | — | 20  | 0   |    |
| Total club                                                                                    | Total club    | 20            | 0   | 0  | 0 | 20  | 0   |    |
| Levante U. D. "B" · España                                                                    |               |               |     |    |   |     |     |    |
| 2.ª B                                                                                         | 2012-13       | 39            | 3   | —  | — | 39  | 3   |    |
| 2.ª B                                                                                         | 2013-14       | 35            | 0   | —  | — | 35  | 0   |    |
| Total club                                                                                    | Total club    | 74            | 3   | 0  | 0 | 74  | 3   |    |
| Gimnàstic de Tarragona · España                                                               |               |               |     |    |   |     |     |    |
| 2.ª B                                                                                         | 2014-15       | 35            | 0   | 2  | 0 | 37  | 0   |    |
| 2.ª                                                                                           | 2015-16       | 40            | 2   | 1  | 0 | 41  | 2   |    |
| 2.ª                                                                                           | 2016-17       | 39            | 0   | —  | — | 39  | 0   |    |
| Total club                                                                                    | Total club    | 114           | 2   | 3  | 0 | 117 | 2   |    |
| Real Oviedo · España                                                                          |               |               |     |    |   |     |     |    |
| 2.ª                                                                                           | 2017-18       | 38            | 2   | 1  | 0 | 39  | 2   |    |
| 2.ª                                                                                           | 2018-19       | 32            | 2   | 0  | 0 | 32  | 2   |    |
| 2.ª                                                                                           | 2019-20       | 30            | 0   | 1  | 0 | 31  | 0   |    |
| 2.ª                                                                                           | 2020-21       | 27            | 0   | 2  | 0 | 29  | 0   |    |
| 2.ª                                                                                           | 2021-22       | 19            | 0   | 1  | 0 | 20  | 0   |    |
| Total club                                                                                    | Total club    | 146           | 4   | 5  | 0 | 151 | 4   |    |
| Total carrera                                                                                 | Total carrera | Total carrera | 465 | 14 | 8 | 0   | 473 | 14 |
| (1) Incluye datos de play-off de ascenso / permanencia. (2) Incluye datos de la Copa del Rey. |               |               |     |    |   |     |     |    |

- Fuente: bdfutbol.com y Fichajes.com.